# LGA 1700

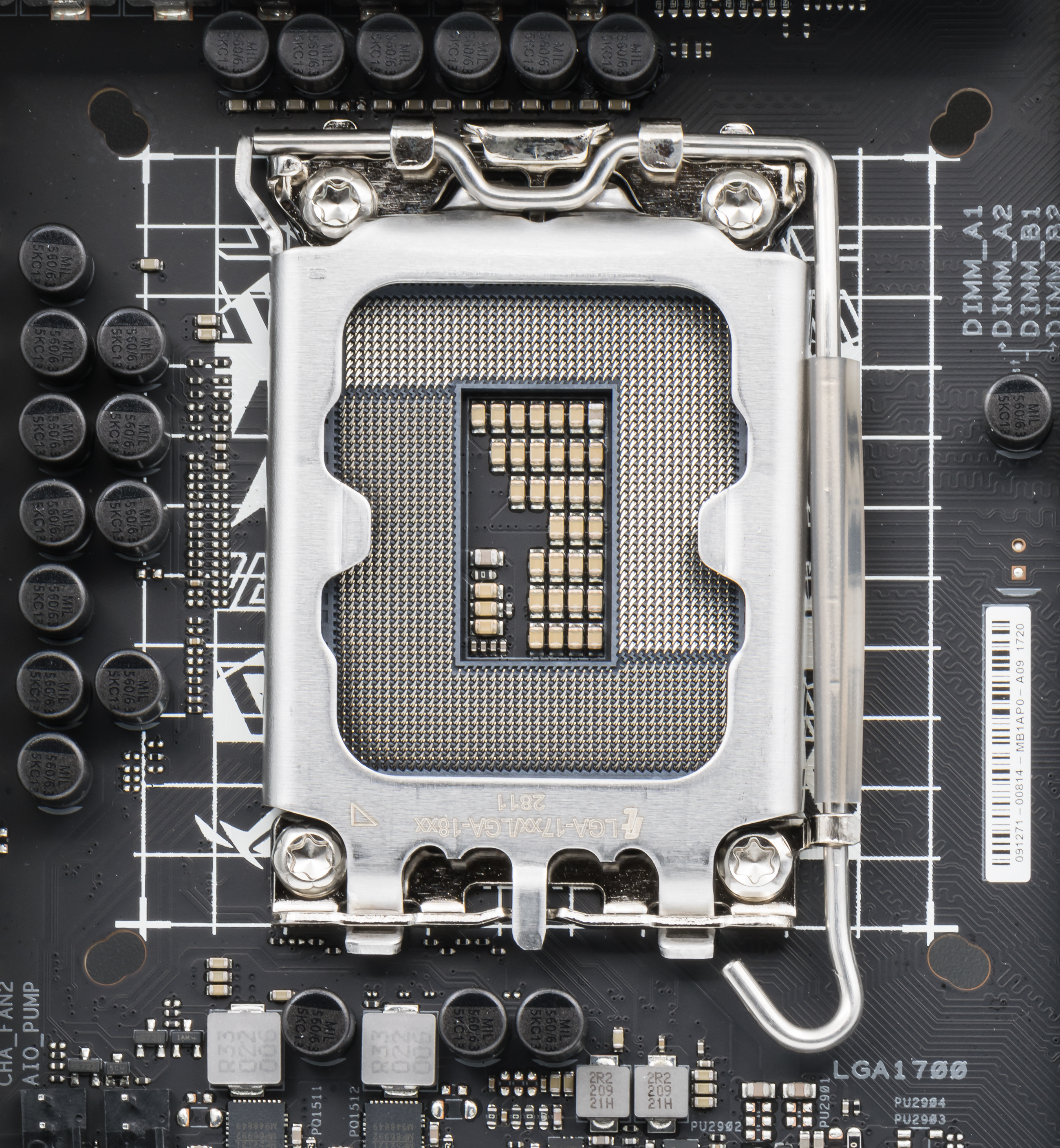
LGA 1700

LGA 1700(소켓 V)은 2021년 11월에 처음 출시된 인텔 데스크톱 프로세서 앨더레이크 및 랩터레이크와 호환되는 ZIF 플립칩 랜드 그리드 배열(LGA) 소켓이다.
LGA 1700은 LGA 1200(소켓 H5)을 대체하도록 설계되었으며 프로세서의 패드와 접촉하기 위한 1700개의 돌출 핀이 있다. 이전 제품에 비해 핀이 500개 더 많아 소켓과 프로세서 크기가 크게 변경되었다. (7.5mm 더 길다) 이는 특히 소비자급 CPU 소켓의 경우 2004년 LGA 775가 출시된 이후 인텔의 LGA 데스크탑 CPU 소켓 크기에 있어 첫 번째 주요 변경 사항이다. 크기가 커지면 방열판 고정 구멍 구성도 변경해야 하므로 이전에 사용된 냉각 솔루션은 LGA 1700 마더보드 및 CPU와 호환되지 않는다.

## 같이 보기
- 인텔 마이크로프로세서 목록
- 인텔 칩셋 목록